# Ogród Botaniczny Uniwersytetu Komeńskiego w Bratysławie

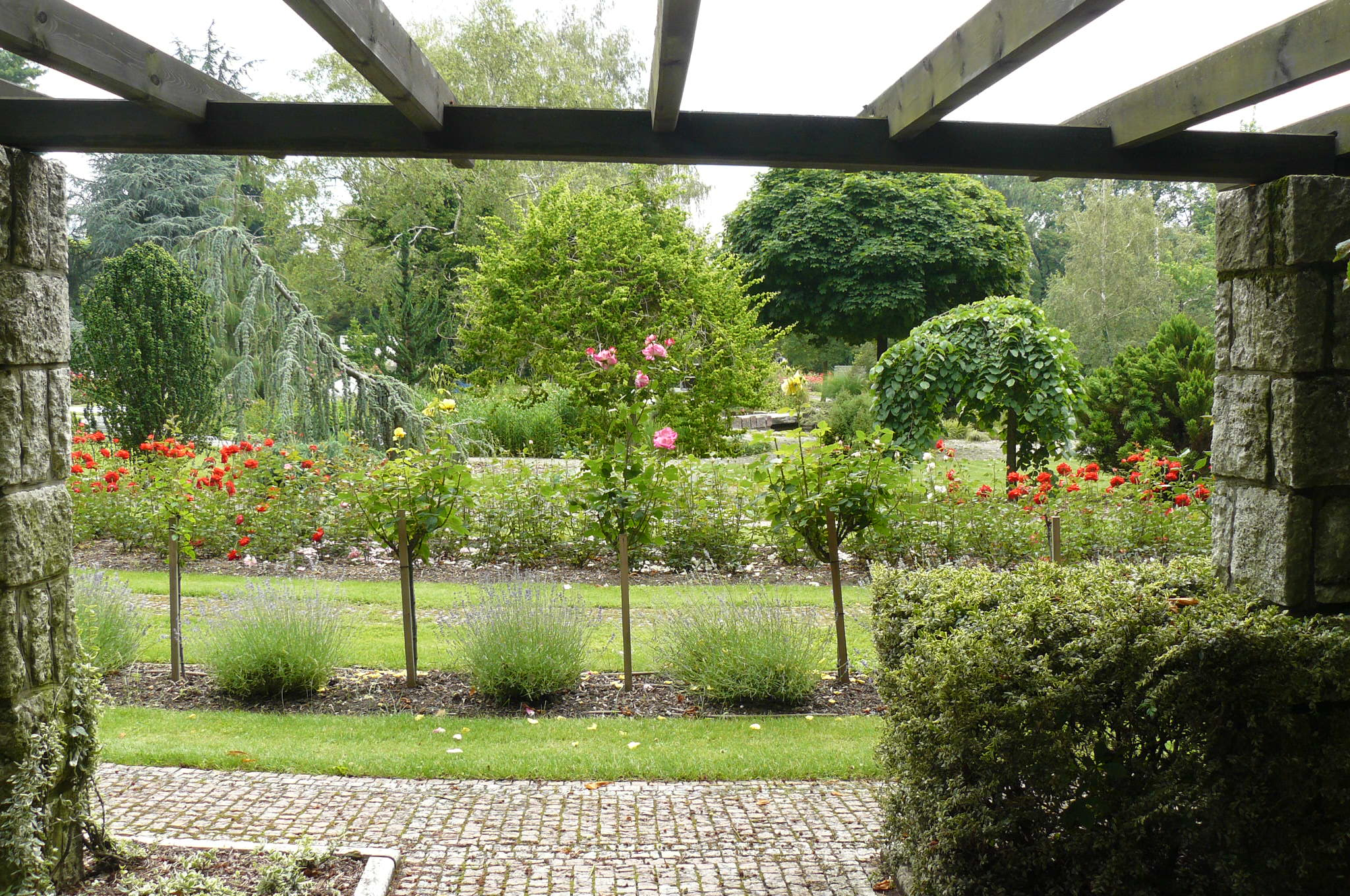
Rozarium

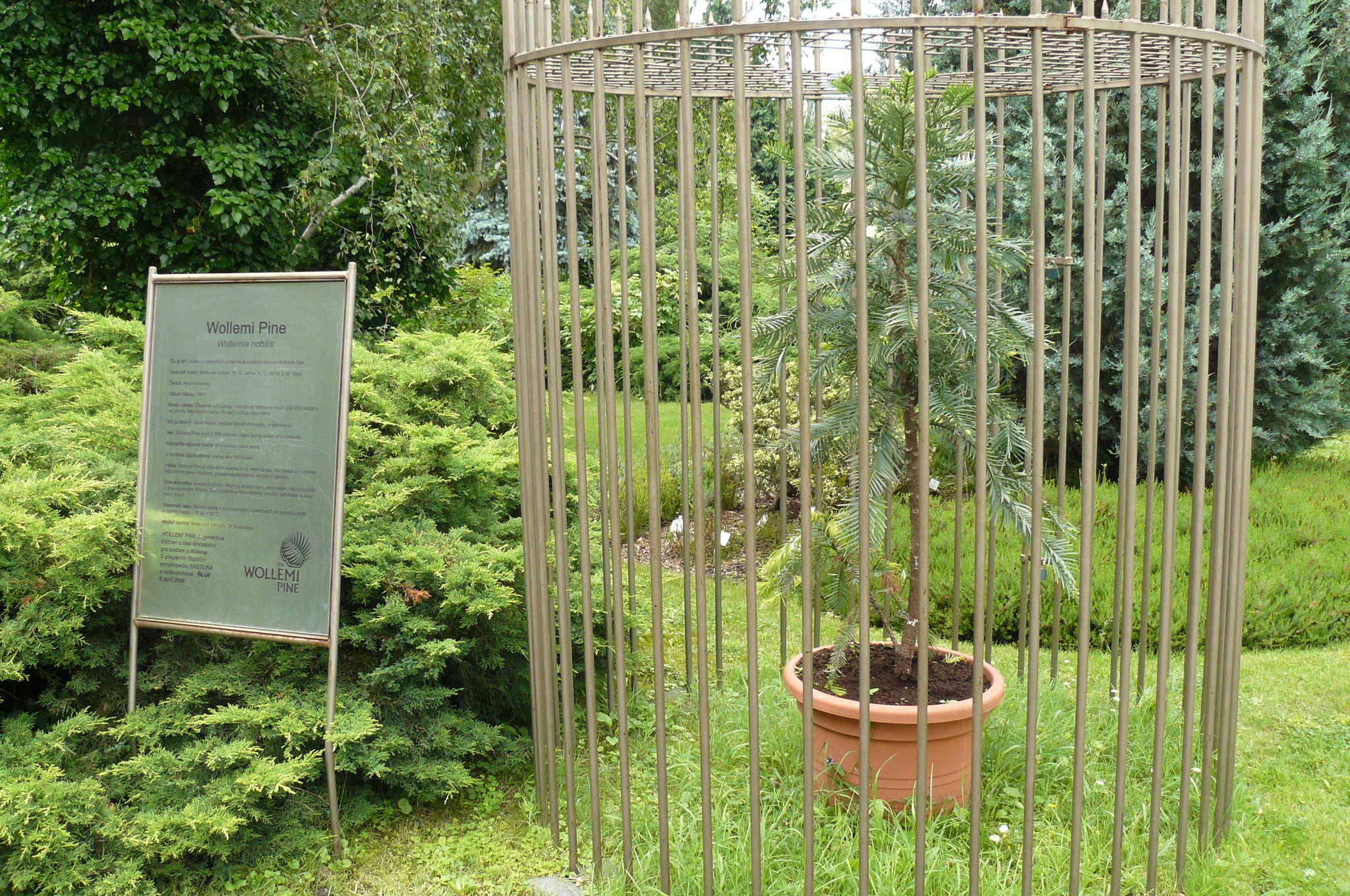
Wolemia szlachetna w specjalnej klatce

Ogród Botaniczny Uniwersytetu Komeńskiego (słow. Botanická záhrada Univerzity Komenského) – ogród botaniczny, placówka Uniwersytetu Komeńskiego, pełniąca funkcję naukową, dydaktyczną i rekreacyjno-społeczną, usytuowana na terenie dzielnicy Karlova Ves w Bratysławie na Słowacji.
Ogród założono w 1942 z inicjatywy profesora Františka Nábělka w ramach ogrodów willi Lafranconi. Na powierzchni około 7 hektarów znajduje się więcej niż 10 tys. gatunków roślin, w tym część w niewielkich szklarniach. W ogrodzie istnieje także rozarium, dwa alpinaria o różnych podłożach skalnych, stawy, plac zabaw dla dzieci i mała gastronomia. W szklarniach eksponowana jest m.in. następująca flora: użytkowe rośliny tropikalne, flora australijska, arekowate (palmy), kaktusowate, orchidee i inne. Najcenniejszym gatunkiem eksponowanym na terenie placówki jest wolemia szlachetna drugiej generacji poza naturą, umieszczona w specjalnej klatce.
W rozarium (0,5 ha) zgromadzono około 150 gatunków róż. Część dendrologiczna obejmuje drzewa m.in. z rejonu Kaukazu, Himalajów, Kanady, Ameryki Północnej, Chile, Nowej Zelandii i inne. Ogród posiada jednostki badawcze w Blatnicy (na terenie Wielkiej Fatry) i Stupavie, a także wydaje Index seminum (łac., „indeks nasion”) – spis nasion i sadzonek do wymiany z ogrodami botanicznymi, arboretami lub innymi placówkami naukowymi.
Ogród jest czynny codziennie od 1 kwietnia do 31 października. Wstęp jest płatny.